# مرکز تمرین ملی فوتبال گوآم
مرکز تمرین ملی فوتبال گوآم (انگلیسی: Guam Football Association National Training Center) یک ورزشگاه فوتبال در کشور گوآم است.
این ورزشگاه که در روستای ددیدو قرار دارد دارای ظرفیت ۵٬۰۰۰ نفر است. اولین بازی ملی برگزار شده در این ورزشگاه دیدار تیم ملی فوتبال گوآم و تیم ملی فوتبال ترکمنستان در مسابقات مقدماتی جام جهانی فوتبال ۲۰۱۸ در تاریخ ۱۱ ژوئن ۲۰۱۵ بوده است.